# Энделиента
Энделиента (Endelienta, Endelient, Edellienta) или Энделлион (Endellion) (VI) — дева, затворница, дочь святого Брихана из Брекнока, память 29 апреля.
Св. Энделиента принесла Христову веру в село Сент-Энделлион в Корнуолле, называемое ныне в её честь. Два старинных источника неподалёку от села носят её имя.
Иногда говорят, что в валлийских записях она именуется Кинхейдон (Cynheiddon), или Кенхейдлон (Cenheidlon), в то время как Энделиента — не что иное как латинизация этого имени.